# Tetraglenes insignis
Tetraglenes insignis là một loài bọ cánh cứng trong họ Cerambycidae.